# Blas de Otero
Blas de Otero Muñoz (Bilbau, 15 de março de 1916 - Majadahonda, 29 de junho de 1979) foi um poeta originário do País Basco, tendo, porém, escrito em língua castelhana, considerado um dos principais representantes da poesía social dos anos cinquenta em toda a Espanha.

## Obras

### Poesia
- Cuatro poemas, Editor J. Díaz Jácome, 1941.
- Cántico espiritual, Cuadernos del Grupo Alea, San Sebastián, 1942.
- Ángel fieramente humano, Ínsula, Madrid, 1950.
- Redoble de conciencia, Instituto de Estudios Hispánicos, Barcelona, 1951.
- Pido la paz y la palabra, Ediciones Cantalapiedra, Torrelavega (Santander), 1955.
- Ancia, Editor Alberto Puig, Barcelona, 1958. Prólogo de Dámaso Alonso.
- Parler clair / En castellano, Pierre Seghers, París, 1959. Edición bilingüe de Claude Couffon.
- En castellano, Universidad Nacional Autónoma de México, México, 1960.
- Ángel fieramente humano y Redoble de conciencia, Losada, Buenos Aires, 1960.
- Que trata de España, Editorial R.M., 1964 (edición castigada).
- Que trata de España, Ruedo Ibérico, París, 1964.
- Historias fingidas y verdaderas, Alfaguara, Madrid, 1970.
- Pido la paz y la palabra, Lumen, Barcelona, 1975. Introducción de José Batlló, primera edición completa en España.
- En castellano, Lumen, Barcelona, 1977. Primera edición en España.
- Que trata de España, Visor, Madrid, 1977. Primera edición completa en España.
- Hojas de Madrid con La galerna, Galaxia Gutenberg-Círculo de Lectores, Barcelona, 2010. Edición de Sabina de la Cruz, prólogo de Mario Hernández.

### Recompilações
- Con la inmensa mayoría, Losada, Buenos Aires, 1960 (com Pido la paz y la palabra e  En castellano).
- Hacia la inmensa mayoría, Losada, Buenos Aires, 1962 (com Ángel fieramente humano, Redoble de conciencia, Pido la paz y la palabra e En castellano).
- Que trata de España, Editora Nacional de Cuba, La Habana, 1964 (con Pido la paz y la palabra, En castellano e Que trata de España).

### Antologias
- Antología (y notas), Mensajes de Poesía, Vigo, 1952.
- Esto no es un libro, Universidad de Puerto Rico, Río Piedras, 1963.
- Expresión y reunión (1941-1969), Alfaguara, Madrid, 1969.Reedición (1981)
- Mientras, Javalambre, Zaragoza, 1970.
- País (1955-1970), Plaza y Janés, Barcelona, 1971. Prólogo de José Luis Cano.
- Verso y prosa, Cátedra, Madrid, 1974 (edición del autor).
- Todos mis sonetos, Turner, Madrid, 1977. Prólogo de Sabina de la Cruz.
- Poesía con nombres, Alianza, Madrid, 1977.
- Expresión y reunión (A modo de antología), Alianza, Madrid, 1981.
- Verso y prosa, epílogo de Sabina de la Cruz, Cátedra, Madrid, 1984.
- Blas de Otero para niños, Ediciones de la Torre, 1985. Edición de Concha Zardoya, ilustraciones de Marina Seoane.
- Poemas de amor, Lumen, Barcelona, 1987. Edición de Carlos Sahagún.
- Poesía escogida, Vicens Vives, Barcelona, 1995. Edición de Sabina de la Cruz y Lucía Montejo.
- Mediobiografía (Selección de poemas biográficos), Calambur, Madrid, 1997. Edición de Sabina de la Cruz y Mario Hernández.
- Poemas vascos, Fundación Blas de Otero y Ayuntamiento de Bilbao, Bilbao, 2002. Selección y prólogo de Sabina de la Cruz.
- Antología poética. Expresión y reunión, Alianza, Madrid, 2007. Introducción de Sabina de la Cruz.
- Antología poética, Castalia, Madrid, 2007. Edición de Pablo Jauralde Pou.

### Inéditos
- Poesía e historia.
- Nuevas historias fingidas y verdaderas.

### Obra completa
- Blas de Otero. Obra completa (1935-1977). Edición de Sabina de la Cruz con la colaboración de Mario Hernández. Barcelona: Galaxia Gutenberg, 2013. 1274 p. ISBN 9-788481-099553.